# Malbork (district)
Malbork (powiat malborski) is een Pools district (powiat) in de woiwodschap Pommeren. Het district heeft een oppervlakte van 494,63 km² en telt 64.257 inwoners (2014).

## Gemeenten
De powiat omvat zes gemeenten:
Stadsgemeente:
- Malbork (Marienburg in Westpreußen)

Stads- en landgemeente:
- Nowy Staw (Neuteich)

Landgemeenten:
- Lichnowy (Groß Lichtenau)
- Malbork (Marienburg)
- Miłoradz (Mielenz)
- Stare Pole (Altfelde)

Steden in de powiat:
- Malbork (Marienburg)
- Nowy Staw (Neuteich)

Stadsdistricten:
Gdańsk · Gdynia · Słupsk · Sopot

Districten:
Bytów · Chojnice · Człuchów · Gdańsk · Kartuzy · Kościerzyna · Kwidzyn · Lębork · Malbork · Nowy Dwór Gdański · Puck · Słupsk · Starogard · Sztum · Tczew · Wejherowo

Grootste steden:
Chojnice · Gdańsk · Gdynia · Kwidzyn · Lębork · Malbork · Rumia · Słupsk · Sopot · Starogard Gdański · Tczew · Wejherowo